# Isles-lès-Villenoy
Pour les articles homonymes, voir Isles.
Isles-lès-Villenoy est une commune française située dans le département de Seine-et-Marne en région Île-de-France.

## Géographie

### Localisation
Isles-lès-Villenoy est située à environ 8 km au sud-ouest de Meaux.

### Communes limitrophes
| Vignely |                    | Villenoy              |
| Lesches | Isles-lès-Villenoy | Mareuil-lès-Meaux     |
| Esbly   |                    | Condé-Sainte-Libiaire |

### Géologie et relief
La commune est classée en zone de sismicité 1, correspondant à une sismicité très faible.

### Hydrographie

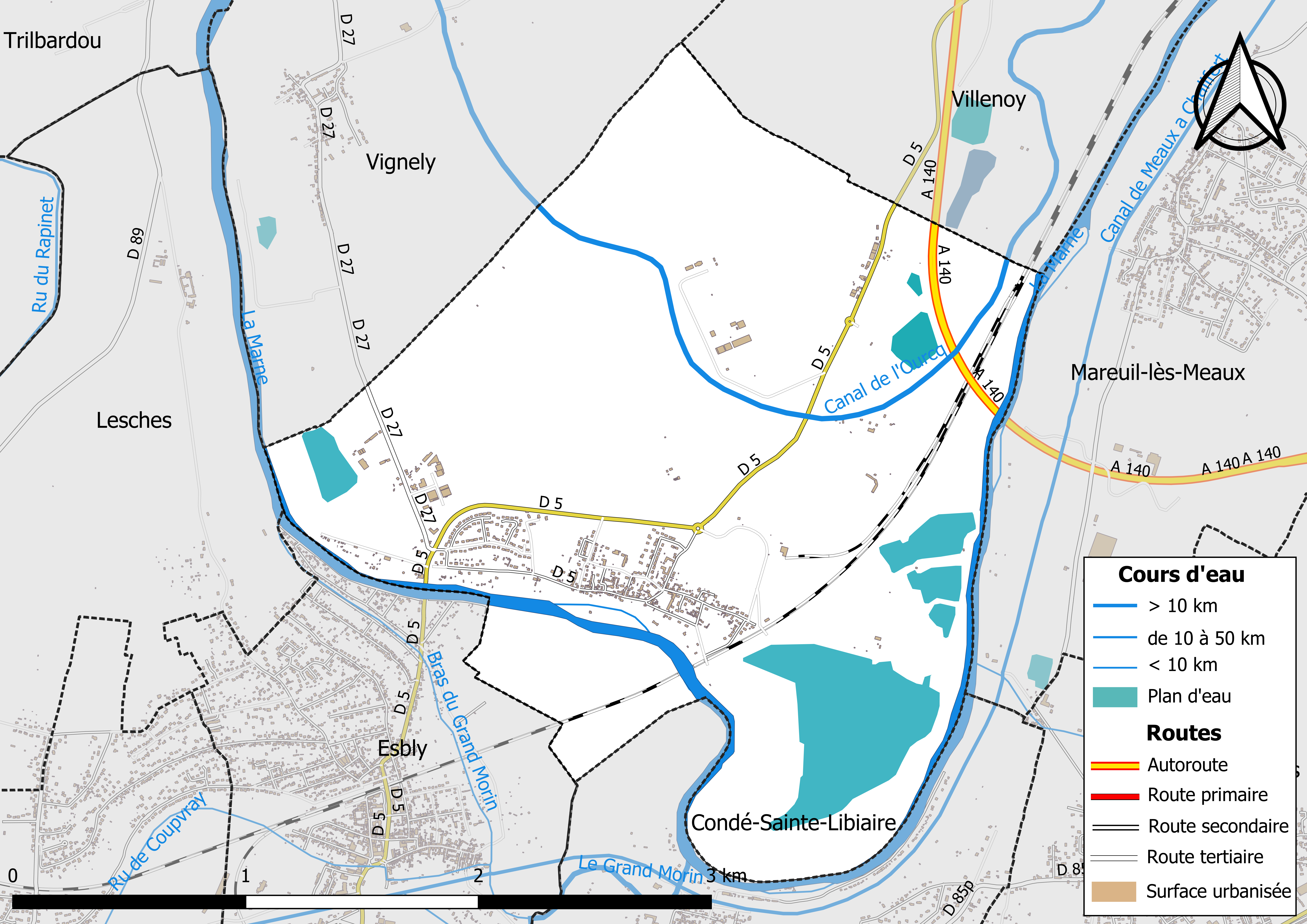
Carte des réseaux hydrographique et routier d'Isles-lès-Villenoy.

Le réseau hydrographique de la commune se compose de quatre cours d'eau référencés :
- la rivière la Marne, longue de 514,26 km[2], principal affluent de la Seine, en bordure sud de la commune, ainsi que :
  - un bras de 0,50 km[3] ;
- le canal de l'Ourcq ;
- un bras du Grand Morin 2,29 km[4] ;

La longueur totale des cours d'eau sur la commune est de 6,62 km.
Le ru du Val, 1,46 km,, conflue avec la Marne.

### Climat
Pour des articles plus généraux, voir Climat de l'Île-de-France et Climat de Seine-et-Marne.
En 2010, le climat de la commune est de type climat océanique dégradé des plaines du Centre et du Nord, selon une étude du CNRS s'appuyant sur une série de données couvrant la période 1971-2000. En 2020, Météo-France publie une typologie des climats de la France métropolitaine dans laquelle la commune est exposée à un climat océanique altéré et est dans la région climatique Nord-est du bassin Parisien, caractérisée par un ensoleillement médiocre, une pluviométrie moyenne régulièrement répartie au cours de l’année et un hiver froid (3 °C).
Pour la période 1971-2000, la température annuelle moyenne est de 11,3 °C, avec une amplitude thermique annuelle de 15 °C. Le cumul annuel moyen de précipitations est de 716 mm, avec 11,1 jours de précipitations en janvier et 7,8 jours en juillet. Pour la période 1991-2020, la température moyenne annuelle observée sur la station météorologique la plus proche, située sur la commune de Changis-sur-Marne à 15 km à vol d'oiseau, est de 11,9 °C et le cumul annuel moyen de précipitations est de 710,1 mm,. Pour l'avenir, les paramètres climatiques de la commune estimés pour 2050 selon différents scénarios d'émission de gaz à effet de serre sont consultables sur un site dédié publié par Météo-France en novembre 2022.

### Milieux naturels et biodiversité

#### Réseau Natura 2000

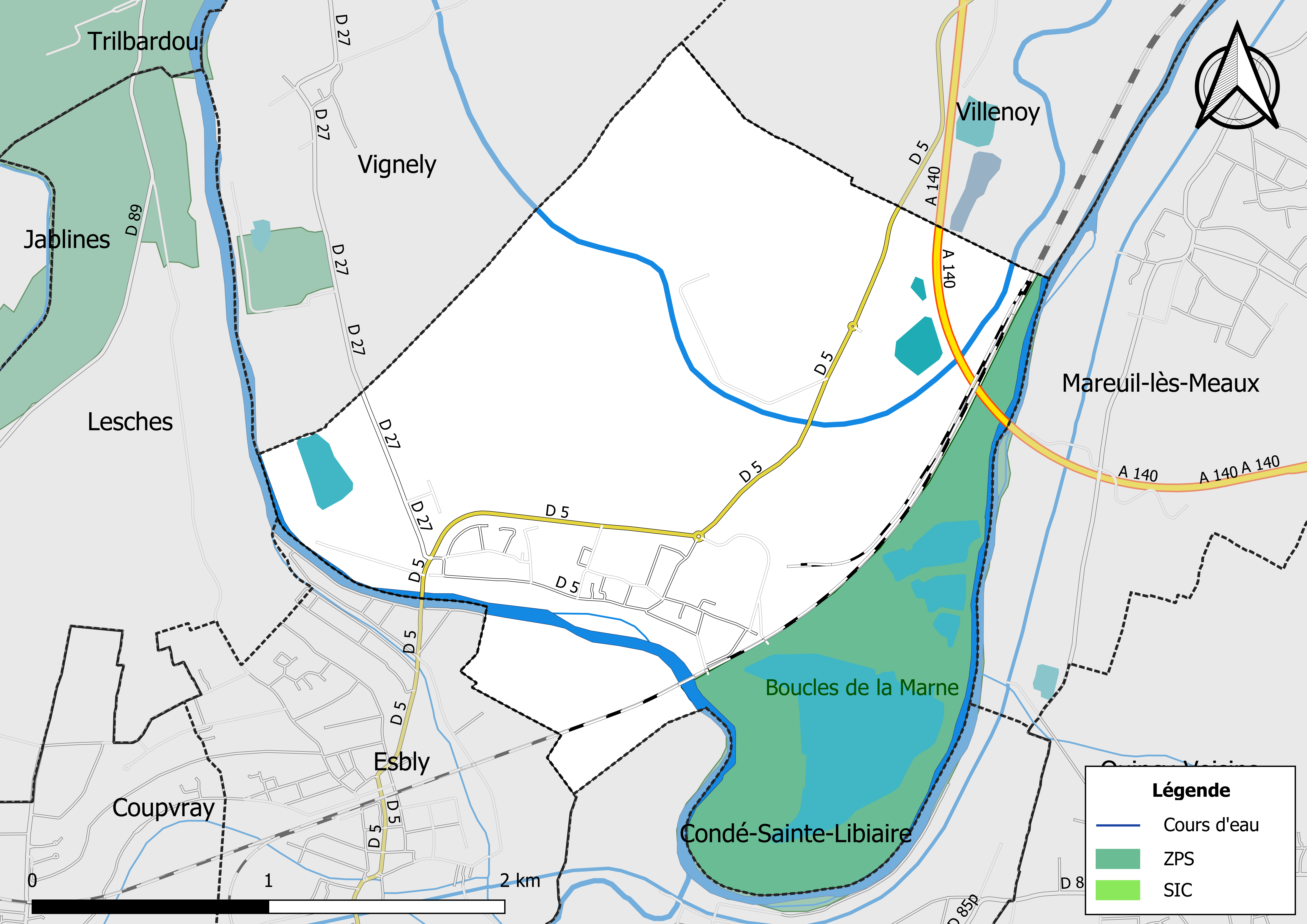
Sites Natura 2000 sur le territoire communal.

Le réseau Natura 2000 est un réseau écologique européen de sites naturels d’intérêt écologique élaboré à partir des Directives « Habitats » et « Oiseaux ». Ce réseau est constitué de Zones spéciales de conservation (ZSC) et de Zones de protection spéciale (ZPS). Dans les zones de ce réseau, les États Membres s'engagent à maintenir dans un état de conservation favorable les types d'habitats et d'espèces concernés, par le biais de mesures réglementaires, administratives ou contractuelles.
Un  site Natura 2000 a été défini sur la commune au titre de la « directive Oiseaux », :  
- les « Boucles de la Marne », d'une superficie de 2 641 ha, un lieu refuge pour une population d’Œdicnèmes criards d’importance régionale qui subsiste malgré la détérioration des milieux[15],[16].

#### Zones naturelles d'intérêt écologique, faunistique et floristique
L’inventaire des zones naturelles d'intérêt écologique, faunistique et floristique (ZNIEFF) a pour objectif de réaliser une couverture des zones les plus intéressantes sur le plan écologique, essentiellement dans la perspective d’améliorer la connaissance du patrimoine naturel national et de fournir aux différents décideurs un outil d’aide à la prise en compte de l’environnement dans l’aménagement du territoire.
Le territoire communal d'Isles-lès-Villenoy comprend une ZNIEFF de type 1,,, 
le « plan d'eau d'Isles-les-Villenoy » (156,87 ha), couvrant 3 communes du département
, et une ZNIEFF de type 2,, 
la « vallée de la Marne de Coupvray à Pomponne » (3 619,57 ha), couvrant 17 communes du département.

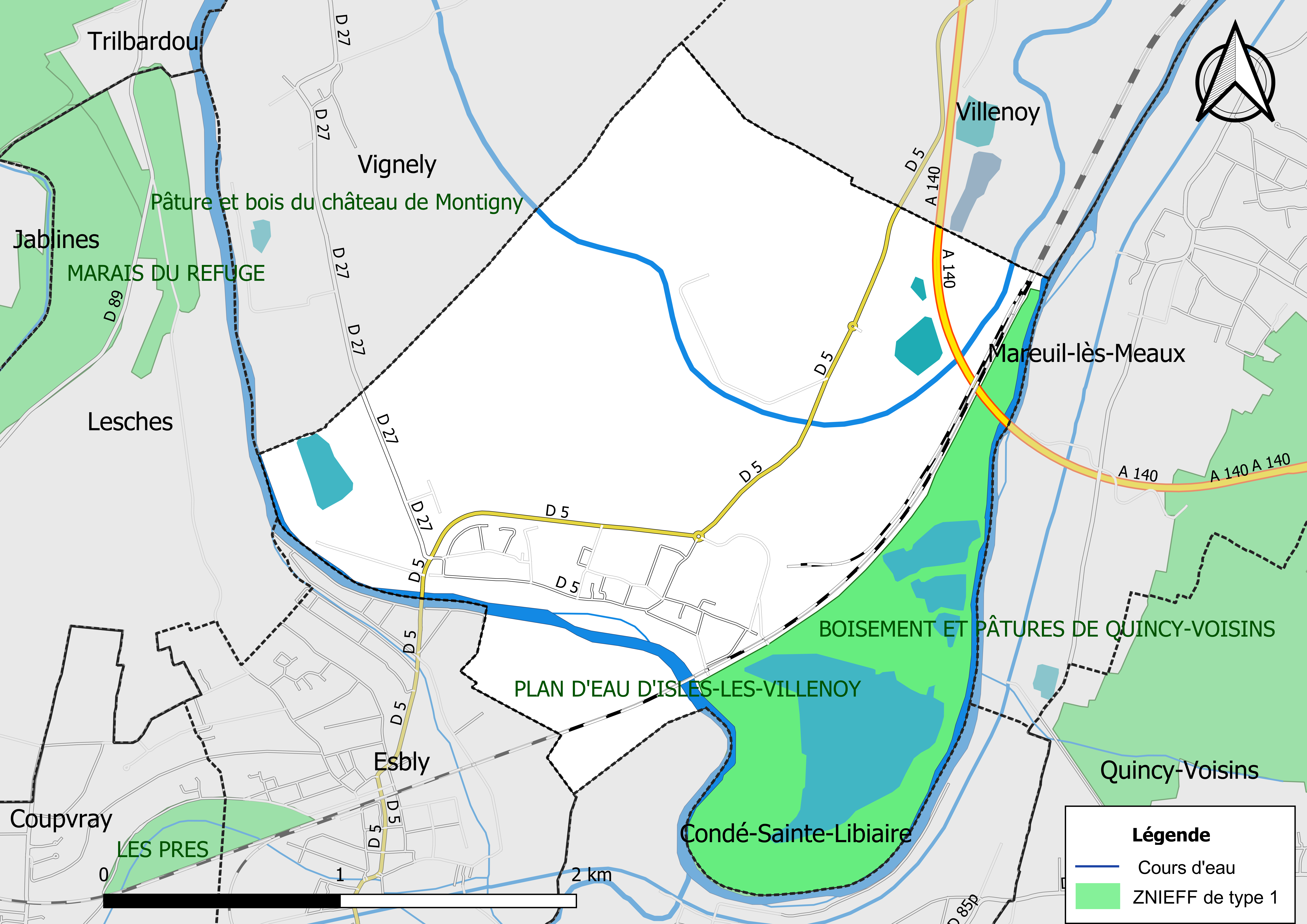
Carte des ZNIEFF de type 1 de la commune.
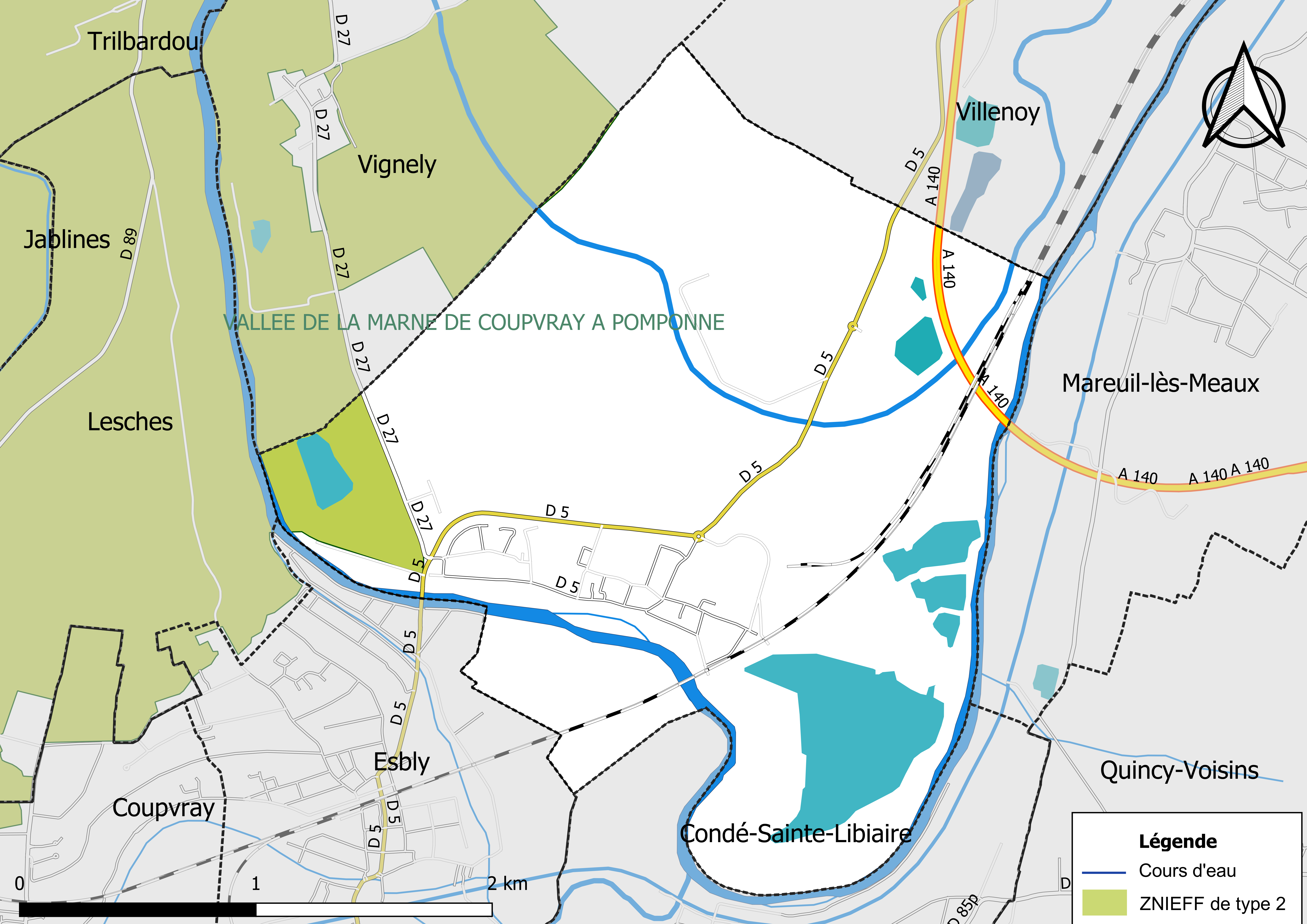
Carte des ZNIEFF de type 2 de la commune.

## Urbanisme

### Typologie
Au 1er janvier 2024, Isles-lès-Villenoy est catégorisée ceinture urbaine, selon la nouvelle grille communale de densité à sept niveaux définie par l'Insee en 2022.
Elle appartient à l'unité urbaine de Bailly-Romainvilliers, une agglomération intra-départementale regroupant quatorze  communes, dont elle est une commune de la banlieue,,. Par ailleurs la commune fait partie de l'aire d'attraction de Paris, dont elle est une commune de la couronne,. Cette aire regroupe 1 929 communes,.

### Lieux-dits et écarts
La commune compte 31 lieux-dits administratifs répertoriés consultables ici (source : le fichier Fantoir).

### Occupation des sols
L'occupation des sols de la commune, telle qu'elle ressort de la base de données européenne d’occupation biophysique des sols Corine Land Cover (CLC), est marquée par l'importance des territoires agricoles (47,8 % en 2018), en augmentation par rapport à 1990 (31,6 %). La répartition détaillée en 2018 est la suivante : 
terres arables (43,6% ), espaces verts artificialisés, non agricoles (13,2% ), zones urbanisées (10,7% ), eaux continentales (9,7% ), mines, décharges et chantiers (7,7% ), forêts (5,6% ), milieux à végétation arbustive et/ou herbacée (5,3% ), zones agricoles hétérogènes (4,2 %).
Parallèlement, L'Institut Paris Région, agence d'urbanisme de la région Île-de-France, a mis en place un inventaire numérique de l'occupation du sol de l'Île-de-France, dénommé le MOS (Mode d'occupation du sol), actualisé régulièrement depuis sa première édition en 1982. Réalisé à partir de photos aériennes, le Mos distingue les espaces naturels, agricoles et forestiers mais aussi les espaces urbains (habitat, infrastructures, équipements, activités économiques, etc.) selon une classification pouvant aller jusqu'à 81 postes, différente de celle de Corine Land Cover,,. L'Institut met également à disposition des outils permettant de visualiser par photo aérienne l'évolution de l'occupation des sols de la commune entre 1949 et 2018.

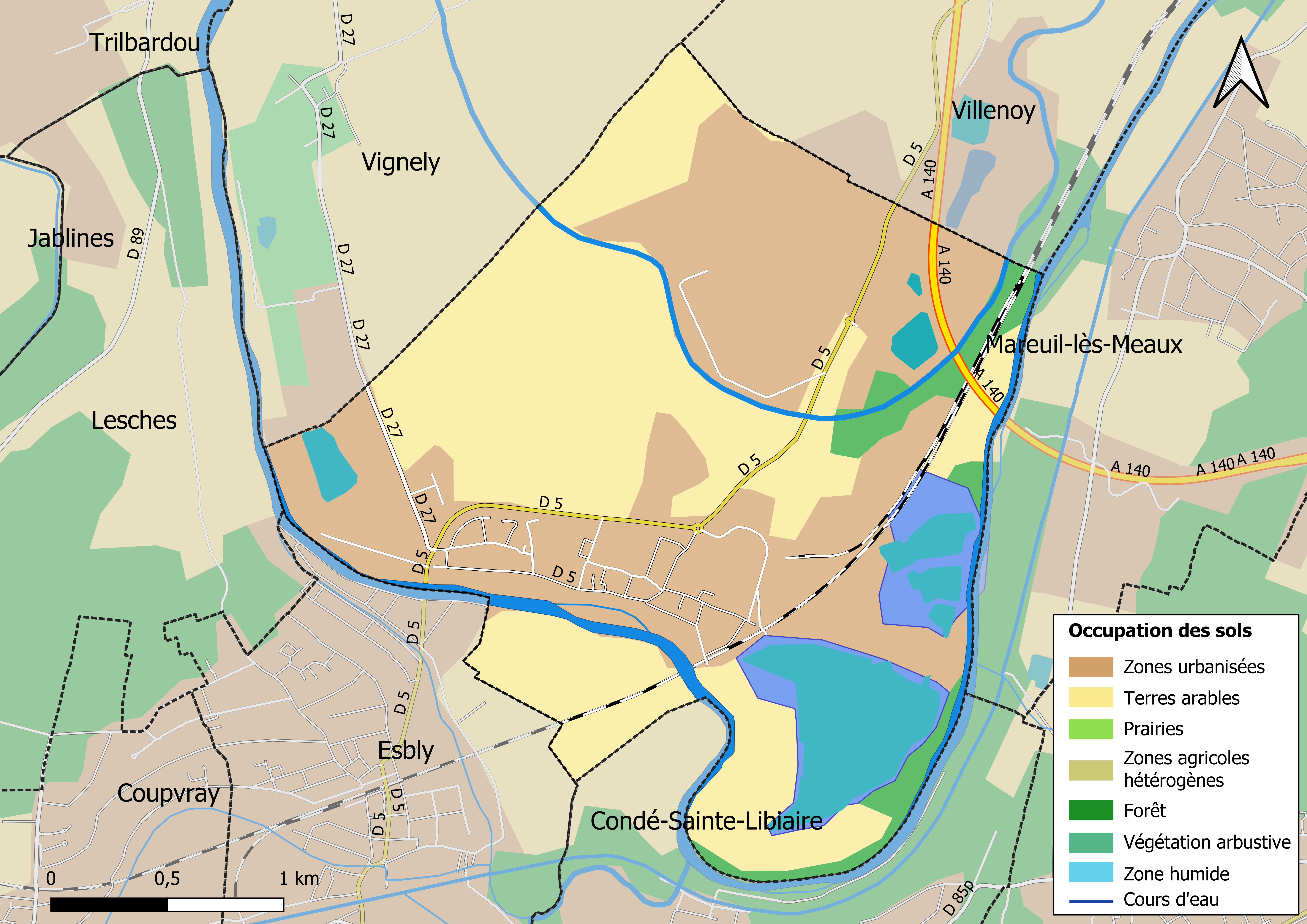
Carte des infrastructures et de l'occupation des sols en 2018 (CLC) de la commune.
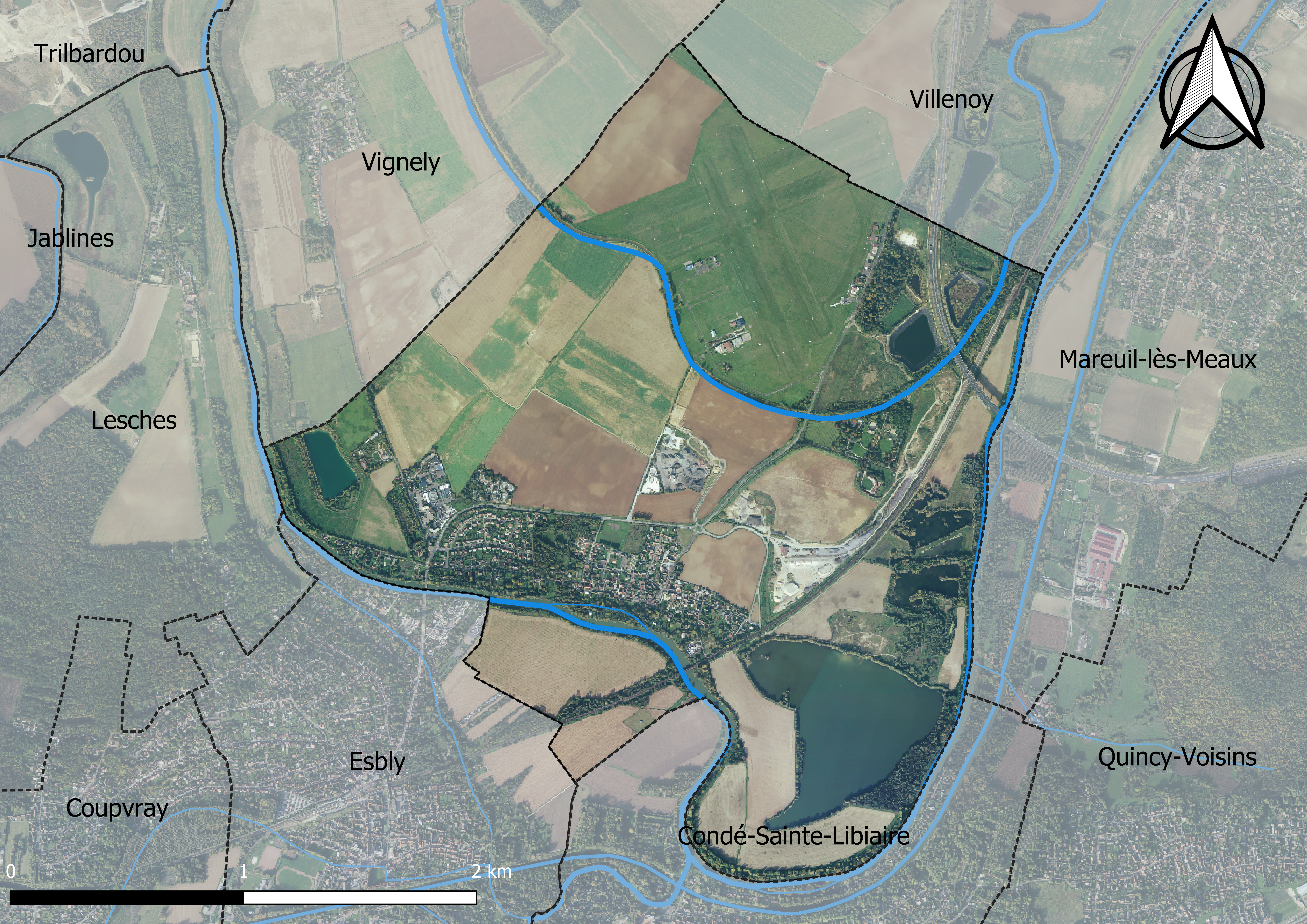
Carte orhophotogrammétrique de la commune.

### Planification
La commune disposait en 2019 d'un plan local d'urbanisme en révision. Le zonage réglementaire et le règlement associé peuvent être consultés sur le Géoportail de l'urbanisme.

### Logement
En 2016, le nombre total de logements dans la commune était de 
346 dont 94,2 % de maisons et 5,8 % d’appartements.
Parmi ces logements, 91,4 % étaient des résidences principales, 3,7 % des résidences secondaires et 4,9 % des logements vacants.
La part des ménages fiscaux propriétaires de leur résidence principale s’élevait à 85,4 % contre 12 % de locataires et 2,6 % logés gratuitement,.

### Voies de communication et transports

#### Transports
- La gare SNCF la plus proche est  la Gare d'Esbly, située à environ 3 kilomètres, (5 minutes). Elle est desservie par les trains de la ligne P du Transilien.
- La commune est desservie par la ligne L du réseau de bus Meaux et Ourcq.

## Toponymie
Le nom de la localité est mentionné sous les formes Insula juxta Triam Bardoli en 1250 ; Villa quam Insulas appellant en 1250 ; Insula juxta Villanolium en 1353 ; Insula juxta Germiniacum et Insule juxta Veneliacum au XIIIe siècle ; Ysles lez Villeneil en 1394 ; Isles lez Villenoy en 1444 ; Les Ysles en 1511.
« Isles lès Villenoy » signifie « île près de la ville nouvelle » en vieux français. « On la nomme Isle à cause qu'elle est entourée de rivières », lit-on déjà en 1644 dans le "traité historique des rivières de France" de Louis Coulon. Les bacs d'Isles-lès-Villenoy et de Précy, sur la rive droite de la Marne, étaient considérés, au XVIIIe siècle, comme « ouvrant la France à ceux qui venaient de Brie ». Il y avait un gué où des monnaies anciennes ont été trouvées. C’est en 1839, avec la construction d’un pont à péage sur la Marne, que le village prend une certaine importance, devenant un point de passage.

## Politique et administration

### Liste des maires
| Période                                  | Période  | Identité           | Étiquette | Qualité                              |
| ---------------------------------------- | -------- | ------------------ | --------- | ------------------------------------ |
| Les données manquantes sont à compléter. |          |                    |           |                                      |
| mars 2014                                | En cours | Emmanuel Bourgeais |           | Responsable d'exploitation transport |

### Politique environnementale
Le 30 décembre 2014 le préfet de Seine-et-Marne a autorisé l'exploitation d'une décharge de déchets de chantiers à l'entrée du village pour une durée de 11 ans et un stockage de 1 031 000 de tonnes de gravats.

## Équipements et services

### Eau et assainissement
L’organisation de la distribution de l’eau potable, de la collecte et du traitement des eaux usées et pluviales relève des communes. La loi NOTRe de 2015 a accru le rôle des EPCI à fiscalité propre en leur transférant cette compétence. Ce transfert devait en principe être effectif au 1er janvier 2020, mais la loi Ferrand-Fesneau du 3 août 2018 a introduit la possibilité d’un report de ce transfert au 1er janvier 2026,.

#### Assainissement des eaux usées
En 2020, la gestion du service d'assainissement collectif de la commune d'Isles-lès-Villenoy est assurée par Val d'Europe Agglomération (CAVEA) pour la collecte, le transport et la dépollution,,.
L’assainissement non collectif (ANC) désigne les installations individuelles de traitement des eaux domestiques qui ne sont pas desservies par un réseau public de collecte des eaux usées et qui doivent en conséquence traiter elles-mêmes leurs eaux usées avant de les rejeter dans le milieu naturel. La communauté de communes du Pays de l'Ourcq (CCPO) assure pour le compte de la commune le service public d'assainissement non collectif (SPANC), qui a pour mission de vérifier la bonne exécution des travaux de réalisation et de réhabilitation, ainsi que le bon fonctionnement et l’entretien des installations,.

#### Eau potable
En 2020, l'alimentation en eau potable est assurée par la commune qui en a délégué la gestion à la SAUR, dont le contrat expire le 31 décembre 2023,,.
Les nappes de Beauce et du Champigny sont classées en zone de répartition des eaux (ZRE), signifiant un déséquilibre entre les besoins en eau et la ressource disponible. Le changement climatique est susceptible d’aggraver ce déséquilibre. Ainsi afin de renforcer la garantie d’une distribution d’une eau de qualité en permanence sur le territoire du département, le troisième Plan départemental de l’eau signé, le 3 octobre 2017, contient un plan d’actions afin d’assurer avec priorisation la sécurisation de l’alimentation en eau potable des Seine-et-Marnais. A cette fin a été préparé et publié en décembre 2020 un schéma départemental d’alimentation en eau potable de secours dans lequel huit secteurs prioritaires sont définis. La commune fait partie du secteur Meaux.

## Population et société

### Démographie
Les habitants sont appelés les Insuvillais.
L'évolution du nombre d'habitants est connue à travers les recensements de la population effectués dans la commune depuis 1793. Pour les communes de moins de 10 000 habitants, une enquête de recensement portant sur toute la population est réalisée tous les cinq ans, les populations de référence des années intermédiaires étant quant à elles estimées par interpolation ou extrapolation. Pour la commune, le premier recensement exhaustif entrant dans le cadre du nouveau dispositif a été réalisé en 2004.

En 2022, la commune comptait 1 136 habitants, en évolution de +25,25 % par rapport à 2016 (Seine-et-Marne : +3,92 %, France hors Mayotte : +2,11 %).
| 1793 | 1800 | 1806 | 1821 | 1831 | 1836 | 1841 | 1846 | 1851 |
| ---- | ---- | ---- | ---- | ---- | ---- | ---- | ---- | ---- |
| 210  | 221  | 222  | 229  | 262  | 236  | 253  | 262  | 251  |

| 1856 | 1861 | 1866 | 1872 | 1876 | 1881 | 1886 | 1891 | 1896 |
| ---- | ---- | ---- | ---- | ---- | ---- | ---- | ---- | ---- |
| 267  | 253  | 256  | 265  | 252  | 238  | 217  | 236  | 250  |

| 1901 | 1906 | 1911 | 1921 | 1926 | 1931 | 1936 | 1946 | 1954 |
| ---- | ---- | ---- | ---- | ---- | ---- | ---- | ---- | ---- |
| 256  | 227  | 246  | 251  | 278  | 304  | 291  | 241  | 248  |

| 1962 | 1968 | 1975 | 1982 | 1990 | 1999 | 2004 | 2006 | 2009 |
| ---- | ---- | ---- | ---- | ---- | ---- | ---- | ---- | ---- |
| 265  | 288  | 298  | 366  | 416  | 687  | 831  | 846  | 903  |

| 2014 | 2019  | 2022  | - | - | - | - | - | - |
| ---- | ----- | ----- | - | - | - | - | - | - |
| 923  | 1 149 | 1 136 | - | - | - | - | - | - |

### Enseignement - Enfance- Jeunesse

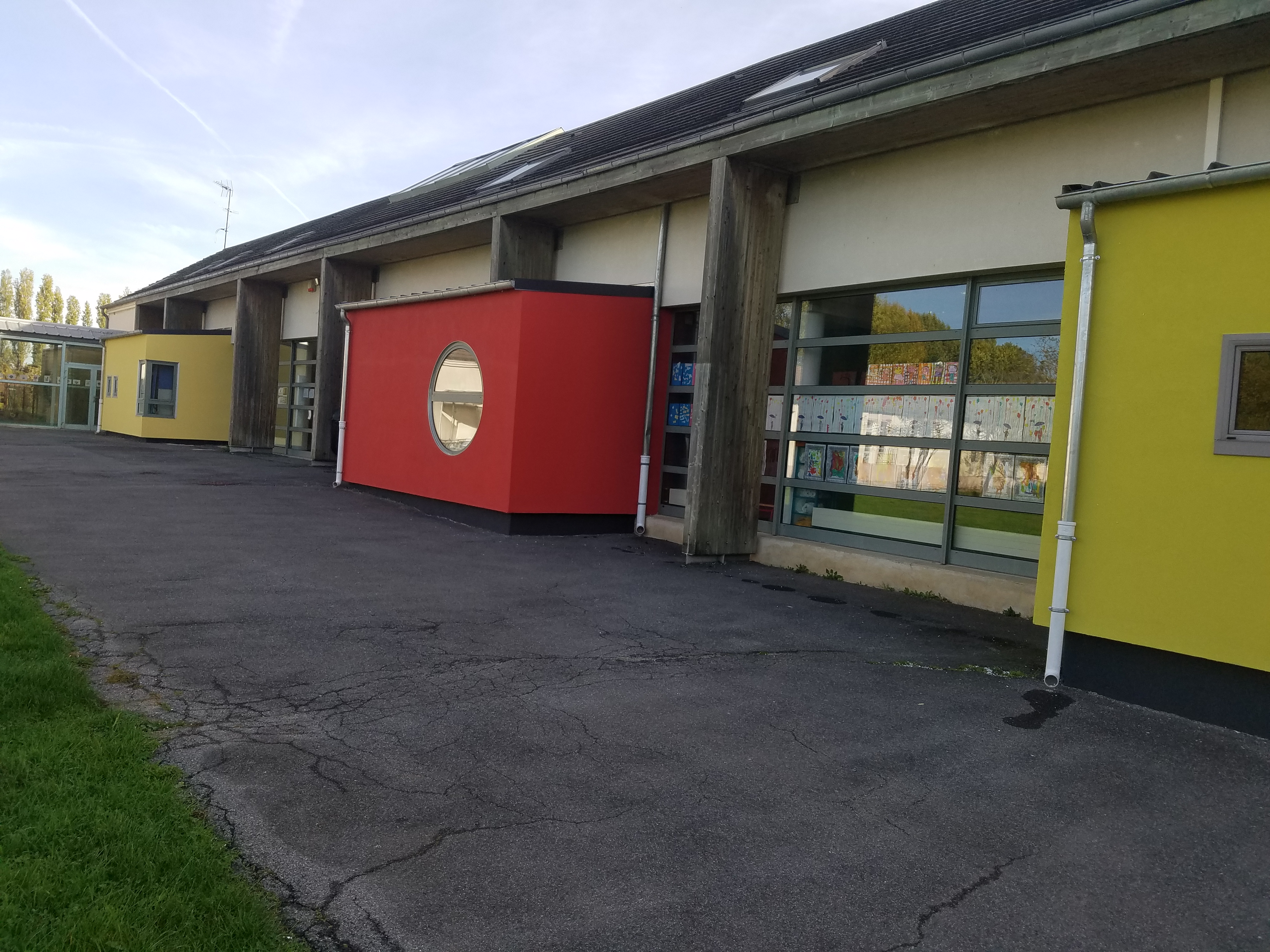
Ecole Chevance

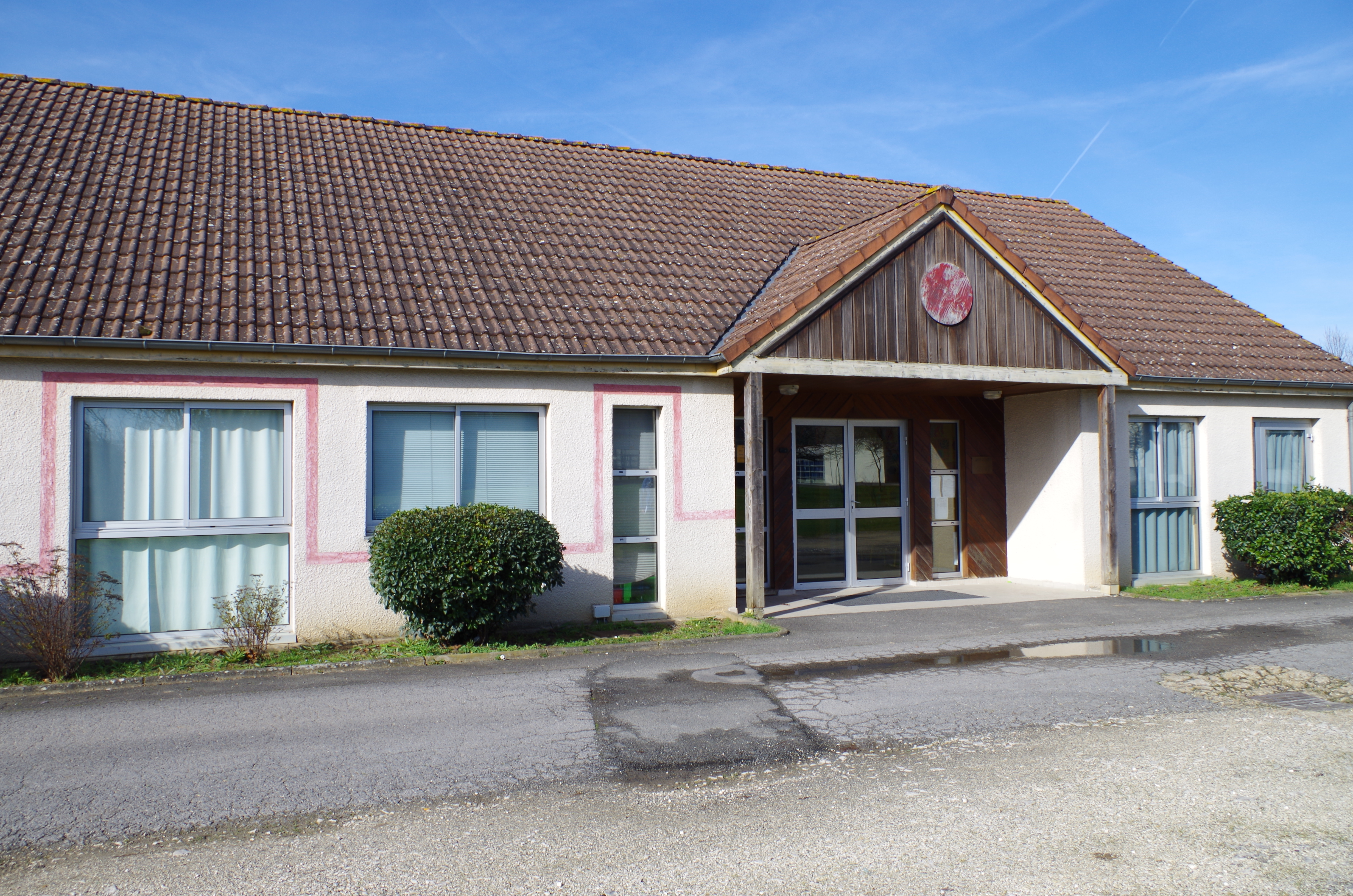
Centre de loisirs et crèche

Isles-lès-Villenoy dispose d’une école primaire “Chevance”, située 12 rue de la Garenne (Antoine Paul Isidore CHEVANCE était l'instituteur de l'école de 1791 à 1804).
Cet établissement public, inscrit sous le code UAI (Unité administrative immatriculée) : 0770523A, comprend 6 classes (155 élèves)  (chiffre du Ministère de l'Éducation nationale).
Il dispose d’un restaurant scolaire.
La commune dépend de l'Académie de Créteil ; pour le calendrier des vacances scolaires, Isles-lès-Villenoy est en zone C.
Isles-lès-Villenoy dispose également : 
- d'un centre de loisir sans hébergement (CLSH) - les ouistitis - ;
- d'une crèche - L'ISLES aux enfants -.

### Sports

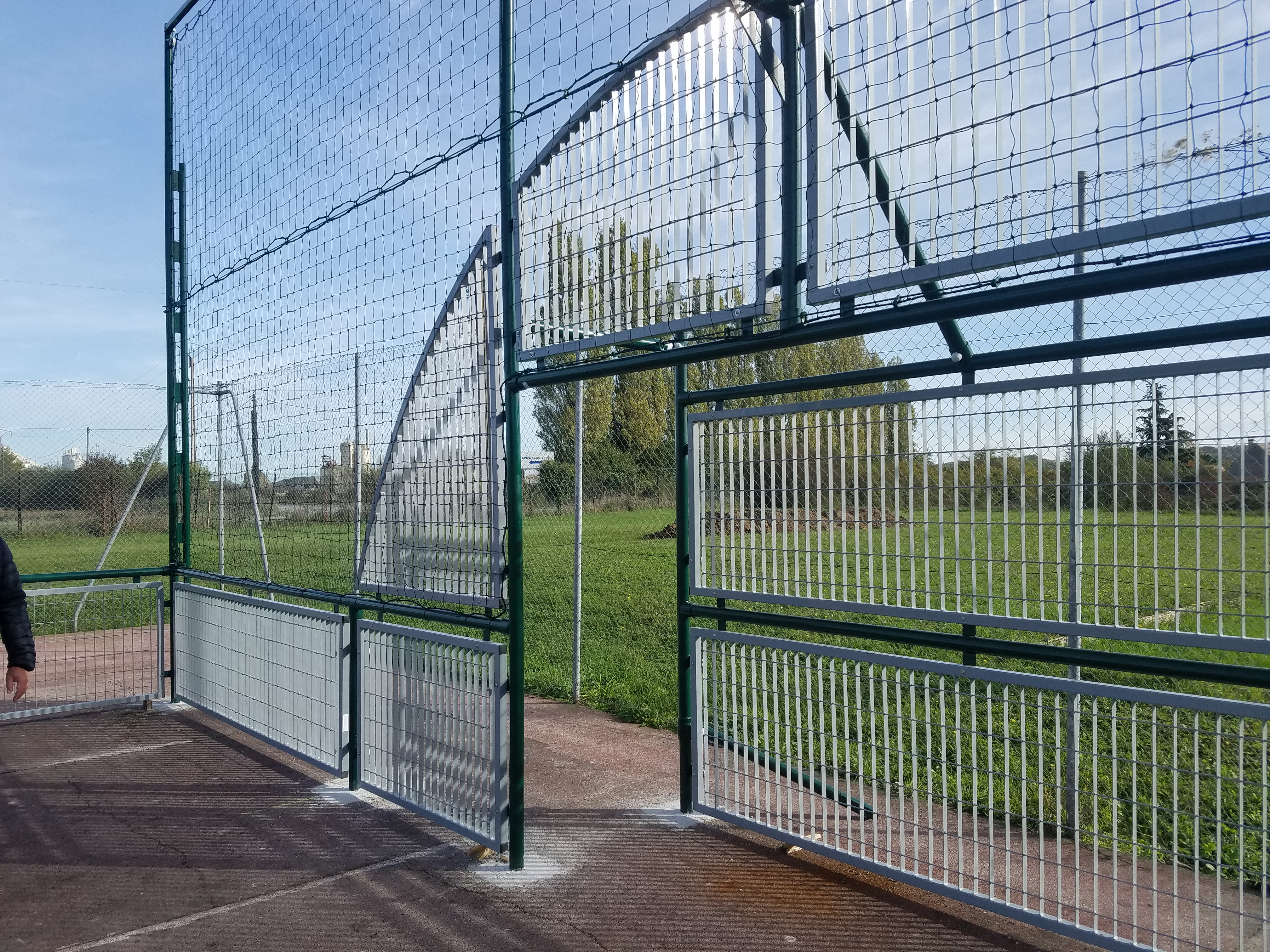
City Park

La commune  dispose d'un terrain de football et d'un city park.

## Économie

### Revenus de la population et fiscalité
En 2017, le nombre de ménages fiscaux de la commune était de 363, représentant 1 029 personnes et la  médiane du revenu disponible par unité de consommation  de 26 660 euros.

### Emploi
En 2017 , le nombre total d’emplois dans la zone était de 210, occupant 518 actifs  résidants.
Le taux d'activité de la population (actifs ayant un emploi) âgée de 15 à 64 ans s'élevait à 73,1 % contre un taux de chômage de 7,4 %.
Les 19,5 % d’inactifs se répartissent de la façon suivante : 9,1 % d’étudiants et stagiaires non rémunérés, 4,5 % de retraités ou préretraités et 6 % pour les autres inactifs.

### Entreprises et commerces
En 2015, le nombre d'établissements actifs était de 67 dont  6 dans l’industrie, 10 dans la construction, 44 dans le commerce-transports-services divers et 7  étaient relatifs au secteur administratif.
Ces établissements ont pourvu 214 postes salariés.
La commune bénéficie de l'activité économique de la commune voisine Esbly. Isles-lès-Villenoy est ainsi à proximité de plusieurs hypermarchés et commerces alimentaires comme Carrefour ou Casino. La commune dispose elle-même de commerces de proximité. De par sa proximité avec Meaux, Esbly, etc. et la gare SNCF, Isles-lès-Villenoy a vu s'implanter diverses activités comme des hôtels à savoir l'hôtel Formule 1 et l'hôtel Balladins. D'autres commerces de différents secteurs se sont aussi installés comme la jardinerie Villaverde et le mandataire automobile Qarson situés tous deux dans le parc d'activités Pierre-de-Tourneville.
- Aérodrome de Meaux - Esbly.

### Secteurs d'activité

#### Agriculture
Isles-lès-Villenoy est dans la petite région agricole dénommée les « Vallées de la Marne et du Morin », couvrant les vallées des deux rivières, en limite de la Brie. En 2010, l'orientation technico-économique de l'agriculture sur la commune est la culture de céréales et d'oléoprotéagineux (COP).
Si la productivité agricole de la Seine-et-Marne se situe dans le peloton de tête des départements français, le département enregistre un double phénomène de disparition des terres cultivables (près de 2 000 ha par an dans les années 1980, moins dans les années 2000) et de réduction d'environ 30 % du nombre d'agriculteurs dans les années 2010. Cette tendance se retrouve au niveau de la commune où le nombre d’exploitations est passé de 2 en 1988 à 1 en 2010. Parallèlement, la taille de ces exploitations augmente, passant de 43 ha en 1988 à 285 ha en 2010.
Le tableau ci-dessous présente les principales caractéristiques des exploitations agricoles d'Isles-lès-Villenoy, observées sur une période de 22 ans : 
|                                      | 1988 | 2000 | 2010 |
| ------------------------------------ | ---- | ---- | ---- |
| Dimension économique,                |      |      |      |
| Nombre d’exploitations (u)           | 2    | 2    | 1    |
| Travail (UTA)                        | 2    | 4    | 3    |
| Surface agricole utilisée (ha)       | 86   | 209  | 285  |
| Cultures                             |      |      |      |
| Terres labourables (ha)              | s    | s    | s    |
| Céréales (ha)                        | s    | s    | s    |
| dont blé tendre (ha)                 | s    | s    | s    |
| dont maïs-grain et maïs-semence (ha) | s    | s    | s    |
| Tournesol (ha)                       | 0    |      |      |
| Colza et navette (ha)                | s    | s    | s    |
| Élevage                              |      |      |      |
| Cheptel (UGBTA)                      | 0    | 0    | 0    |

## Culture locale et patrimoine

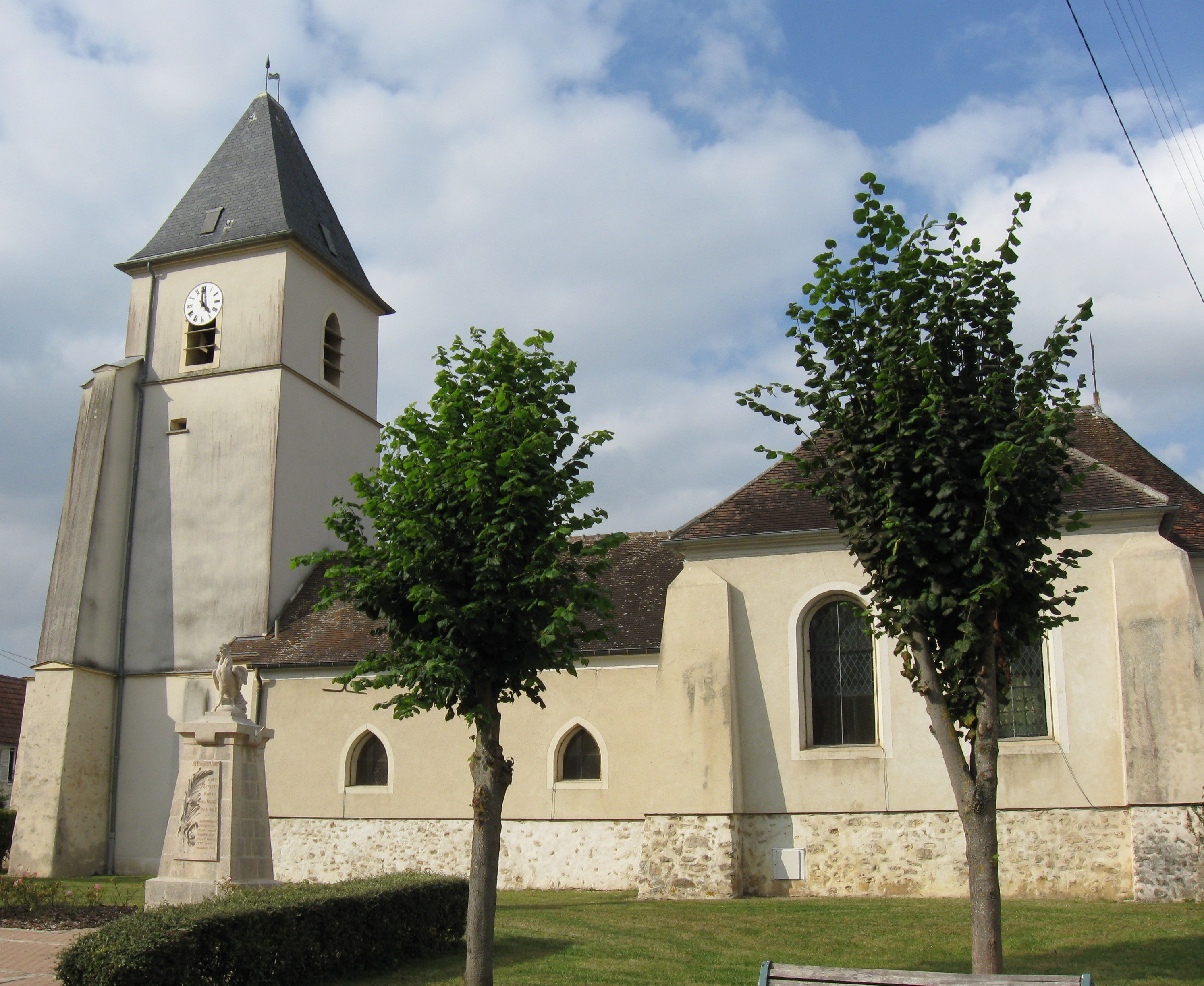
L'église Saint-Maurice.

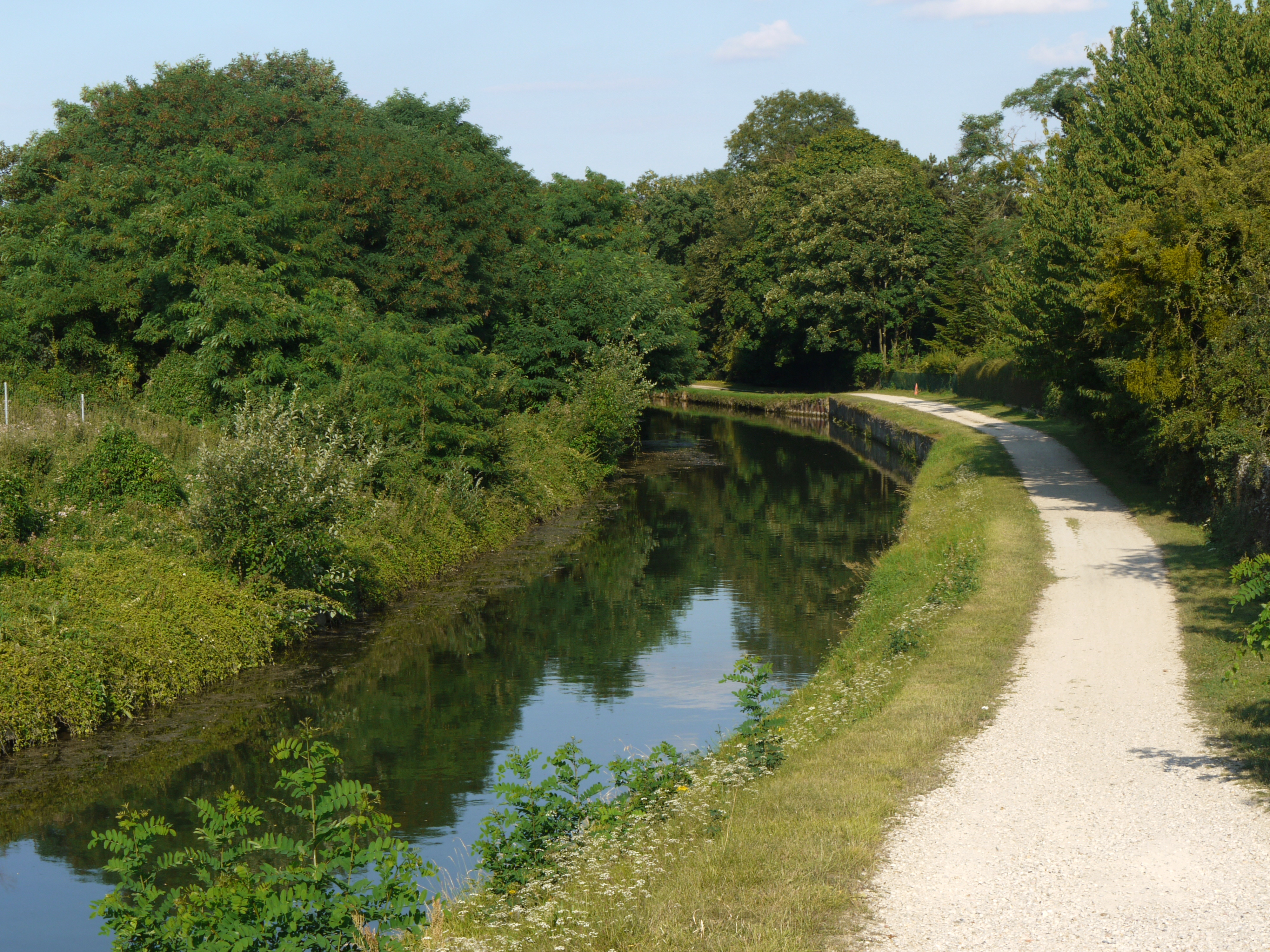
Le canal de l'Ourcq.

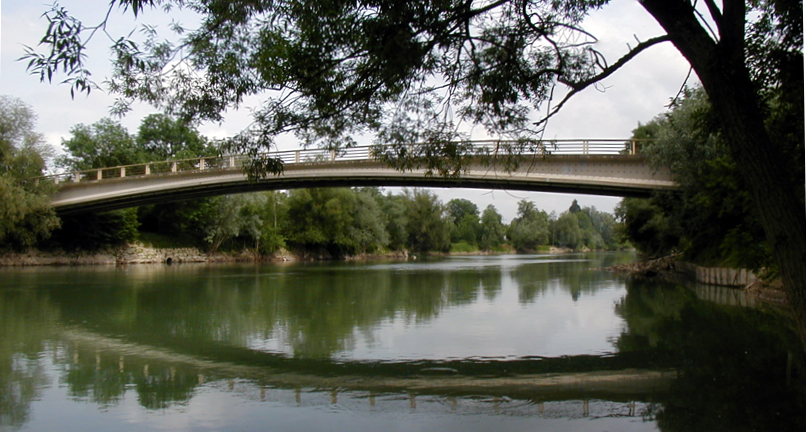
Le pont d'Esbly sur la Marne.

### Lieux et monuments
- L'église placée sous le vocable de Saint-Maurice, XVe siècle.

Son clocher a été déplacé et reconstruit en 1738
- La mairie, ancienne mairie-école construite en 1868.
- Les berges du canal de l'Ourcq
- La rivière la Marne
- Le pont d'Esbly sur la Marne dit « pont de la Libération », XXe siècle, fait l’objet d’une inscription au titre des monuments historiques[65].

C'est l'un des cinq ponts en béton précontraint sur la Marne conçus par Eugène Freyssinet et construits par Campenon-Bernard à partir 1947.

### Personnalités liées à la commune
- Pierre-Louis Barbou, curé et député aux États généraux de 1789.

### Héraldique
|  | Les armes de la ville se blasonnent ainsi : De gueules au cavalier tenant une oriflamme, le tout d’or posé sur deux monticules du même mouvant d’une mer ondée d’azur. |